# Capitignano
Capitignano est une commune de la province de L'Aquila dans les Abruzzes en Italie.

## Administration
| Période                                  | Période  | Identité        | Étiquette | Qualité |
| ---------------------------------------- | -------- | --------------- | --------- | ------- |
| 30 mai 2006                              | En cours | Maurizio Pelosi |           |         |
| Les données manquantes sont à compléter. |          |                 |           |         |

### Hameaux
Aglioni, Colle Noveri, Mopolino, Pago, Paterno, Rovagnano, Sivignano

### Communes limitrophes
Campotosto, L'Aquila, Montereale, Pizzoli